# 206 f.Kr.

## Händelser

### Efter plats

#### Romerska republiken
- I slaget vid Ilipa (Alcalá del Río nära Sevilla) i Spanien blir de karthagiska generalerna Mago Barkas och Hasdrubal Gisko besegrade av den romerske generalen Publius Cornelius Scipio. Mago retirerar till Gades (nuvarande Cádiz) och avseglar därefter mot Balearerna.
- Den romerske generalen Publius Cornelius Scipio säkrar Gades, vilket befäster den romerska kontrollen över Spanien. När karthagerna nu har dragit sig tillbaka från Spanien blir Hispania en romersk provins.
- Staden Italica (nordväst om nuvarande Sevilla i Spanien) grundas av Scipio som en plats för de romerska soldater, som har sårats i slaget vid Ilipa, att slå sig ner på.
- Efter att framgångsrikt ha fördrivit karthagerna från Spanien återvänder Scipio i triumf till Rom och väljs till konsul. Därefter börjar han förbereda sig för att överföra kriget till Karthagos territorium i Nordafrika.

#### Karthago
- Hasdrubal Gisko retirerar till kusten och seglar sedan till Nordafrika, där han gifter bort sin dotter med kung Syfax av den numidiska masaisylesstammen, för att befästa deras militärallians.
- Efter att ha varit Karthagos allierade och kämpat på deras sida byter den numidiske hövdingen Masinissa sida, när karthagerna drivs ut ur Spanien, och erbjuder sina tjänster åt Rom. Syfax fördriver då Masinissa (som är hans rival) och utropar sig till ensam kung över Numidien. Romarna stöder dock Masinissas rätt till den numidiska tronen mot Syfax, som ju står på karthagernas sida.

#### Persien
- Kung Arsakes II av Partien förlorar territorier, genom diverse slag mot kung Euthydemos I av Baktrien.
- Antiochos III marscherar norrut över Hindu Kush in i Kabuldalen och förnyar sin vänskap med den indiske kungen Sofagasenos.

#### Grekland
- Kriget mellan Makedonien går vidare utan att någondera sidan uppnår någon avgörande fördel. Roms intresse ligger för tillfället inte i erövring, utan i att Makedonien, de grekiska stadsstaterna och de grekiska politiska förbunden även i fortsättningen skall vara splittrade och därmed inte utgöra något hot.
- Filip V av Makedonien lyckas utnyttja den romerska inaktiviteten. Efter att ha plundrat Aitoliens religiösa och politiska centrum Thermon, lyckas han tvinga aitolierna att acceptera ett fredsfördrag på hans villkor.

#### Kina
- Ziying, som är härskare av Qindynastin, kapitulerar till Liu Bang, som är ledare för ett folkuppror. Detta utgör slutet för Qindynastin och det principat, som sedermera kommer att bli Handynastin, etableras härvid av Liu. Dock blir Liu Bang inblandad i ett inbördeskrig med krigsherren general Xiang Yu, fram till 202 f.Kr., för att kunna säkra sin position i hela Kina.

## Avlidna
- Januari – Ziying, den siste härskaren av den kinesiska Qindynastin